# پناهگاه حیات‌وحش سرپوک
پناهگاه حیات‌وحش سرپوک (به لاتین: Sre Pok Wildlife Sanctuary) یک منطقه حفاظت‌شده در کامبوج است که در استان موندولکیری واقع شده‌است.